# Земледельческий союз Александра Стамболийского
Земледельческий союз Александра Стамболийского (болг. Земеделски съюз Александър Стамболийски) — левоцентристская аграрная политическая партия в Болгарии (сокращённо ЗСАС (болг. ЗСАС)).
Партия образована в 1993 году, отделившись от партии Болгарский земледельческий народный союз, вставшей на консервативные позиции, и подчеркнув своим названием связь с наследием и идеями Александра Стамболийского. Вступала в коалицию с Болгарской социалистической партией, а также рядом других левоцентристских и левых групп («Коалиция за Болгарию»).
Принимала активное участие в выборах 2005, а также 2009 года. На последних из них председатель партии Спас Панчев был избран депутатом болгарского парламента.